# Крушова
„Крушова“ (на румънски: Cruşova) е вестник, издаван в Букурещ, Румъния от 3 август 1903 година по време на Илинденско-Преображенското въстание.
Вестникът третира проблемите на арумъните на Балканите. Името му е румънското произношение на името на българо-влашкия градец Крушево в Македония. Редактор на вестника е крушевчанинът Стерю Шунда.